# Liatongus rhadamistus
Liatongus rhadamistus är en skalbaggsart som beskrevs av Fabricius 1775. Liatongus rhadamistus ingår i släktet Liatongus och familjen bladhorningar. Inga underarter finns listade i Catalogue of Life.